# Pachylister caffer
Pachylister caffer är en skalbaggsart som först beskrevs av Wilhelm Ferdinand Erichson 1834.  Pachylister caffer ingår i släktet Pachylister och familjen stumpbaggar. Inga underarter finns listade i Catalogue of Life.